# Кегичівська селищна рада
Кеги́чівська се́лищна ра́да — адміністративно-територіальна одиниця та орган місцевого самоврядування в Кегичівському районі Харківської області. Адміністративний центр — селище міського типу Кегичівка.

## Загальні відомості
- Кегичівська селищна рада утворена в 1957 році.
- Територія ради: 83,936 км²
- Населення ради: 6 839 осіб (станом на 2001 рік)

## Населені пункти
Селищній раді підпорядковані населені пункти:
- смт Кегичівка
- с. Антонівка
- с. Зелена Діброва

## Склад ради
Рада складається з 30 депутатів та голови.
- Голова ради: Валенко Володимир Петрович
- Секретар ради: Семеняга Валентина Петрівна

### Керівний склад попередніх скликань
| Прізвище, ім'я, по батькові   | Основні відомості                                                                      | Дата обрання | Дата звільнення |
| ----------------------------- | -------------------------------------------------------------------------------------- | ------------ | --------------- |
| Тимченко Володимир Трохимович | Селищний голова, 1951 року народження, безпартійний                                    | 26.03.2006   | 31.10.2010      |
| Свідрук Анатолій Іванович     | Селищний голова, 1968 року народження, освіта середня спеціальна, член Партії регіонів | 31.10.2010   | 27.05.2012      |
| Валенко Володимир Петрович    | Селищний голова, 1969 року народження, освіта вища, член Партії регіонів               | 27.05.2012   |                 |

Примітка: таблиця складена за даними сайту Верховної Ради України

### Депутати
За результатами місцевих виборів 2010 року депутатами ради стали:

#### За суб'єктами висування
| Суб'єкт висування                                       | Кількість обраних депутатів | %    |
| ------------------------------------------------------- | --------------------------- | ---- |
| Партія регіонів                                         | 23                          | 76,7 |
| Самовисування                                           | 4                           | 13,3 |
| Політична партія Всеукраїнське об'єднання «Батьківщина» | 3                           | 10   |

#### За округами
| № округу                                                | Прізвище, ім'я, по батькові      | Дата визнання обраним | Освіта             | Партійна приналежність                        | Відомості про обраного депутата |
| ------------------------------------------------------- | -------------------------------- | --------------------- | ------------------ | --------------------------------------------- | --- |
| Партія регіонів                                         |                                  |                       |                    |                                               | |
| 1                                                       | Корж Валерій Миколайович         | 04.11.2010            | середня            | член Партії регіонів                          | ПП «Агро прогрес», слюсар |
| 2                                                       | Семеняга Валентна Петрівна       | 04.11.2010            | середня            | член Партії регіонів                          | Кегичівська селищна рада, секретар |
| 3                                                       | Ондер В'ячеслав Павлович         | 04.11.2010            | вища               | член Партії регіонів                          | пенсіонер |
| 4                                                       | Димов Микола Михайлович          | 04.11.2010            | середня            | член Партії регіонів                          | «Автошляхбуд», виконроб по будівництву і ремонту автодоріг                                                                                               |
| 5                                                       | Тиква Олександр Іванович         | 04.11.2010            | середня            | позапартійний                                 | ТОВ «Кегичівський Агрошляхбуд», головний механік |
| 6                                                       | Рудь Сергій Вікторович           | 04.11.2010            | вища               | член Партії регіонів                          | ПП «Агро прогрес», головний енергетик |
| 7                                                       | Машинська Лариса Миколаївна      | 04.11.2010            | середня            | член Партії регіонів                          | приватний підприємець |
| 8                                                       | Махно Людмила Василівна          | 24.12.2012            | вища               | член Партії регіонів                          | приватний підприємець |
| 9                                                       | Саєнко Людмила Володимирівна     | 04.11.2010            | вища               | позапартійна                                  | пенсіонер |
| 11                                                      | Пучка Анатолій Іванович          | 04.11.2010            | вища               | член Партії регіонів                          | пенсіонер |
| 13                                                      | Ільченко Валентина Василівна     | 04.11.2010            | вища               | член Партії регіонів                          | Відділ освіти РДА, методист |
| 14                                                      | Гончаров Роман Анатолійович      | 04.11.2010            | вища               | член Партії регіонів                          | Державне управління охорони навколишнього природного середовища в Харківській області, головний спеціаліст міжрайонного відділу О НПС Південного регіону |
| 15                                                      | Сикида Тетяна Миколаївна         | 04.11.2010            | середня            | член Партії регіонів                          | приватний підприємець |
| 17                                                      | Тертишник Олег Юрійович          | 04.11.2010            | вища               | член Партії регіонів                          | пенсіонер |
| 18                                                      | Шевченко Сергій Федорович        | 04.11.2010            | вища               | член Партії регіонів                          | Кегичівська селищна рада, інженер — землевпорядник |
| 19                                                      | Лактіонов Вчеслав Дмитрович      | 04.11.2010            | вища               | член Партії регіонів                          | АК «Харківобленерго», інженер |
| 20                                                      | Коляка Леонід Якович             | 04.11.2010            | вища               | член Партії регіонів                          | Кегичівська районна рада, начальник організаційного відділу виконавчого апарату                                                                          |
| 21                                                      | Баік Сергій Миколайович          | 19.08.2013            | вища               | член Партії регіонів                          | Територіальний центр соціального обслуговування, директор                                                                                                |
| 22                                                      | Тригубенко Микола Федорович      | 04.11.2010            | середня            | член Партії регіонів                          | приватний підприємець |
| 23                                                      | Тимошенко Микола Іванович        | 04.11.2010            | вища               | член Партії регіонів                          | Кегичівський ліцей, вчитель |
| 24                                                      | Бабич Микола Карпович            | 04.11.2010            | середня            | позапартійний                                 | Кегичівська РЕМ, диспетчер |
| 28                                                      | Руденко Тетяна Володимирівна     | 04.11.2010            | вища               | член Партії регіонів                          | Кегичівський ліцей, директор |
| 29                                                      | Мендрик Станіслав Степанович     | 04.11.2010            | середня            | член Партії регіонів                          | Служба безпеки «Лицар», охороннець |
| Політична партія Всеукраїнське об'єднання «Батьківщина» |                                  |                       |                    |                                               | |
| 16                                                      | Бабошин Сергій Анатолійович      | 04.11.2010            | вища               | член Всеукраїнського об'єднання «Батьківщина» | Харківський обласний радіо передавальний центр, електромеханік                                                                                           |
| 27                                                      | Верходуб Володимир Дмитрович     | 04.11.2010            | вища               | член Всеукраїнського об'єднання «Батьківщина» | пенсіонер |
| 30                                                      | Алдашкова Світлана Леонідівна    | 04.11.2010            | вища               | член Всеукраїнського об'єднання «Батьківщина» | ФОП «Грищук», продавець |
| Самовисування                                           |                                  |                       |                    |                                               | |
| 10                                                      | Черкашина Світлана Олександрівна | 04.11.2010            | середня спеціальна | член Української соціал-демократичної партії  | ПП «Агро прогрес», продавець |
| 12                                                      | Марусенко Микола Потапович       | 04.11.2010            | вища               | позапартійний                                 | пенсіонер |
| 25                                                      | Зеленський Микола Миколайович    | 04.11.2010            | вища               | член Української соціал-демократичної партії  | тимчасово не працює |
| 26                                                      | Топча Вікторія Миколаївна        | 04.11.2010            | вища               | позапартійна                                  | Виробниче комерційне підприємство «Технологія», головний бухгалтер                                                                                       |